# プレースキック
プレースキック（英: Place kick）は、アメリカンフットボール、サッカー、カナディアンフットボール、ラグビーリーグ、ラグビーユニオンにおいてよく使われるキッキングプレーの一種である。

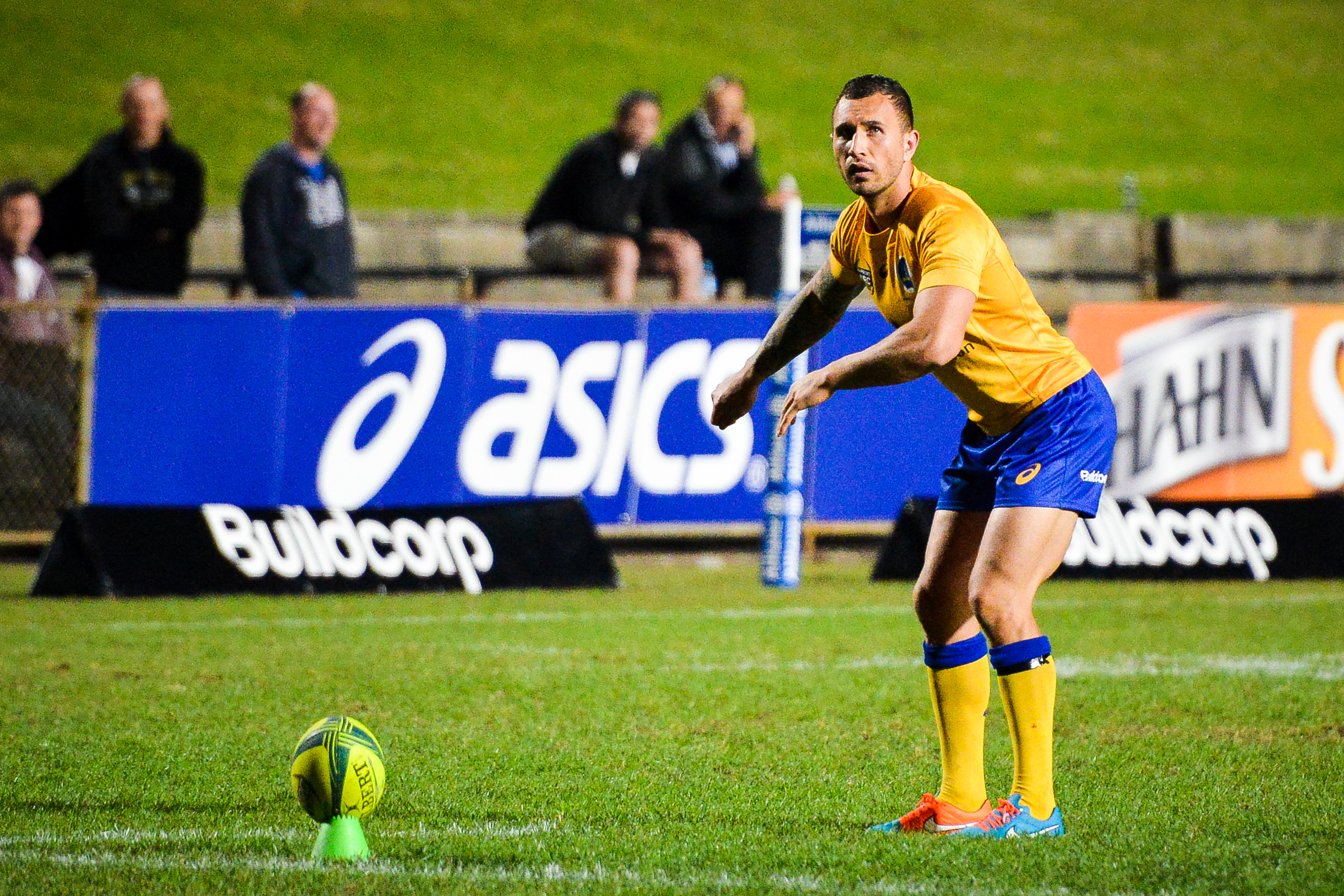
プレースキックを蹴る準備をしているラグビーユニオン選手

## アメリカンフットボールとカナディアンフットボール
アメリカンフットボールとカナディアンフットボールでは、キックオフ、コンバージョン、フィールドゴールのために行われる。プレースキックはパントと共に、グリッドアイアンコードにおいて最も一般的な形式のキックである。しかしながら、パントでは（カナディアンフットボールにおけるシングルを除いて）得点できない。プレースキックはアリーナフットボールやその他ほとんどの屋内アメリカンフットボールリーグにおけるほぼ唯一のキッキングの方法である（アリーナフットボールではパントは反則であるため）。
典型的にはボールはグラウンドに置かれる。ボールの位置を保つために、砂の小山（マウンド）、芝土の穴、あるいはプラスチック製のティーが用いられることがある。ホルダーと呼ばれる選手が、フィールドゴールとコンバージョンを試みる間にボールを直立状態に保持（ホールド）するために必要である。キックオフ時にもホルダーを使うことができるが、大抵は気象条件のためにティー上にボールが自立できない時にのみ使われる。
グリッドアイアンフットボールのほとんどの形式において、時限プレーの間に左右のアップライト（ゴールポスト）間、クロスバー上を通過したプレースキックはフィールドゴールで3点が与えられる。タッチダウン後のフリープレー時には、1点となる。一部の屋内フットボールリーグでは、キックオフ時にゴールを通過したキックには1点が与えられる。
連載漫画『ピーナッツ』では、チャーリー・ブラウンがプレースキックできるようにルーシーがたびたびフットボールを保持するが、土壇場で必ずボールを放り投げ、チャーリーはあおむけに倒れてしまう。

## サッカー
サッカーにおけるプレースキックは、試合が停止した状態から、地面に置かれたボールを蹴ることで試合を再開させるプレーの総称であり、コーナーキック、フリーキック、ゴールキック、キックオフ、およびペナルティーキックが該当する。
しかし一般にプレースキックといった場合、ゴールキックとキックオフは含まない意味で用いられることがほとんどである。さらにペナルティーキックも含まずに、フリーキックとコーナーキックの2つのみを指して用いられることも多い。

## オーストラリアンフットボール
プレースキックはゴールへのキッキングのためにオーストラリアンフットボールでかつて使われたが、20世紀半ばに人気が落ち、ドロップパントが選択された。

## ラグビーリーグ

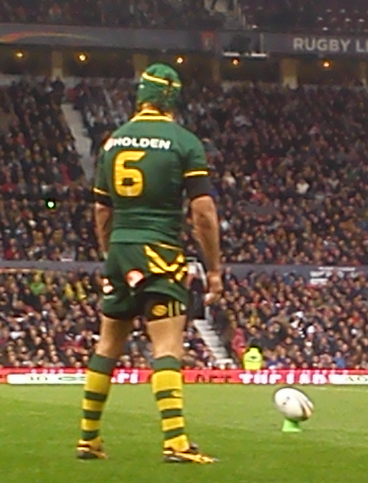
ラグビーリーグ・ワールドカップ2013でプレースキックを蹴る準備をしているオーストラリア代表ジョナサン・サーストン。

ラグビーリーグにおいてプレースキックはキックオフとゴールへのほとんどのキック （ペナルティキックおよびコンバージョン）のために一般的に使われる。

### キックの場所
キックオフはハーフウェーラインの中央から行われる。ペナルティキックからのゴールへのキックは、審判によって反則が取られた場所とキッカーのゴールラインとの間のタッチラインと並行な想像上の線上のどの場所でも行うことができる。コンバージョンの試行はトライが記録された場所からタッチラインと並行に引いた想像上の線上のどの場所でも行うことができる。

### ボールの置き方
ほとんどのキッカーは、ボールの望む場所を蹴ることができるようにある種の補助（器具）を使用する。人気の補助（器具）にはキッキングティーや砂の小山（マウンド）があり、ボールがこれらの上に置かれる。選手は、ボールを置く地点のグラウンドにブーツで溝を掘ってもよい。これによって、ボールの背後に窪みができ、蹴り足がアクセスしやすくなる。
キッカーは、ボールの「スウィートスポット」を蹴ることがきるようなやり方でボールを適切な場所に置こうと試みる。

### キック
最も一般的な蹴り方はラウンド・ザ・コーナー・キックであり、右利きのキッカーではボールが左にフックする傾向にある。
キッカーは大抵キックを行う前に歩測する。まず、キッカーは足をキッキングポジションにおいてボールの前に立つ。次に助走距離を測る。ボールが、大抵は足のインステップを使ってキックされる時、キッカーはフォロースルーを取る。
ほとんどのトップキッカーは約55メートル（自陣のすぐ内側）からゴールへキックすることができる。

## ラグビーユニオン
ラグビーユニオンにおいて、ゴールキッカーを務める最も一般的なポジションはフライハーフ（スタンドオフ）である。これはこのポジションが手からの良いキック技術を必要とするためである。やや一般的ではないが、フルバックがキックを行うこともある。これらの2つのポジションのいずれもゴールキッカーでないとすると、残りのスリークォーターバックスとスクラムハーフがキッカーを務めることになる。ゴールキックを行うフォワードは極めてまれであるが、知られていないわけではない。近年最も有名なのはオーストラリア代表でセカンドローを務めたジョン・イールズである。